# Jacques Van Offelen
Jacques Louis Gustave Van Offelen, né le 18 octobre 1916 à Isleworth (Angleterre) et mort le 22 février 2006 à Uccle, est un homme politique belge, membre du Parti de la Liberté et du Progrès (PLP).

## Biographie
Les parents de Jacques Van Offelen étaient des Anversois francophones réfugiés dans la banlieue londonienne durant la Première Guerre mondiale lorsqu'il vit le jour.
Jacques Van Offelen obtint un doctorat en sciences économiques et financières en 1943 à Liège et entra en politique après la Seconde Guerre mondiale.
La presse fait état, en mars 2023, de ce que l'historien de la KU Leuven Idesbald Goddeeris a découvert par ses recherches dans les archives des services de renseignements polonais accessibles aux chercheurs : Jacques Van Offelen, dit Jakub, a été payé par les communistes, à raison de 10 000 BEF par mois, pour vanter les mérites de la Pologne, et transmettre à ce pays des rapports secrets, photographiés sur microfilms.

### Carrière politique
Jacques Van Offelen fut notamment :
- chef de cabinet du ministre des Colonies Robert Godding (de 1945 à 1947)
- chef de cabinet du ministre de la Défense Albert Devèze (de 1949 à 1950)
- chef de cabinet du ministre des Affaires économiques Jean Rey (de 1954 à 1958)
- ministre du Commerce extérieur (de 1958 à 1961)
- ministre des Affaires économiques (de 1966 à 1968)
- député à la Chambre des représentants sous les gouvernements Gaston Eyskens III,  Gaston Eyskens III (remanié), Gaston Eyskens IV
- bourgmestre de la commune d'Uccle (de 1965 à 1981)
- sénateur pour le PLP dans l'arrondissement de Bruxelles (de 1977 à 1978)

## Publications
- Chronique du Plan Marshall, Bruxelles, 1949
- Georges Moens de Fernig, Nouvelle biographie nationale de Belgique, Bruxelles, 1997
- Deux ans de politiques économique", Bruxelles 1956
- Chemins de la politique, Bruxelles 1970
- Pénurie et pollution : les faits et les remèdes, Bruxelles 1978
- La ronde du pouvoir : mémoires politiques, Bruxelles, 1978
- Les libéraux contre Léopold III, Bruxelles 1988
- L'animal politique, Bruxelles 1992